# Gare de Sainte-Geneviève-des-Bois
Gare de Sainte-Geneviève-des-Bois vasútállomás és RER állomás Franciaországban, Sainte-Geneviève-des-Bois településen.

## Vasútvonalak
Az állomást az alábbi vasútvonalak érintik:
- Párizs–Bordeaux-vasútvonal

## Kapcsolódó állomások
A vasútállomáshoz az alábbi állomások vannak a legközelebb:
- Gare de Saint-Michel-sur-Orge (Gare de Bordeaux-Saint-Jean, Párizs–Bordeaux-vasútvonal)
- Gare d’Épinay-sur-Orge (Paris Gare d’Austerlitz, Párizs–Bordeaux-vasútvonal)
- Gare de Saint-Michel-sur-Orge (Gare de Saint-Martin-d'Étampes, Gare de Dourdan - La Forêt, RER C)
- Gare d’Épinay-sur-Orge (Gare de Saint-Quentin-en-Yvelines - Montigny-le-Bretonneux, Gare de Versailles-Château-Rive-Gauche, RER C)

## Lásd még
- Franciaország vasútállomásainak listája
- A RER állomásainak listája